# You & Me (bài hát)
"You & Me" là một bài hát của nữ ca sĩ kiêm rapper người Hàn Quốc và là thành viên của nhóm nhạc Blackpink Jennie. Ca khúc do YG Entertainment và Interscope Records phát hành vào ngày 6 tháng 10 năm 2023 dưới dạng đĩa đơn đặc biệt nhằm kỷ niệm chuyến lưu diễn Born Pink World Tour (2022–2023) của Blackpink. "You & Me" đánh dấu sự trở lại của Jennie sau 5 năm kể từ ca khúc Solo (2018).
Được sáng tác bởi 24, Vince và Teddy Park kiêm vai trò đồng sản xuất với Danny Chung, ca khúc mang âm hưởng dance-pop cùng với giai điệu bắt tai, sôi động và những đoạn hook được lặp lại. Lời bài hát nói về lời tâm sự của một cô gái đang khoái cảm trong tình yêu của mình. Ngoài ra, bài hát còn chứa nhiều ẩn ý về vị thế của Jennie, cô cũng phát hành thêm một phiên bản phối lại của ca khúc được biểu diễn tại lễ hội Coachella do Bekuh Boom sản xuất và một phiên bản jazz của bài hát được phát hành vào ngày 11 tháng 10.
"You & Me" đón nhận vô số lời khen từ những nhà phê bình âm nhạc, phần lớn họ đánh giá cao về tài năng thanh nhạc, thông điệp của bài hát và phong cách trình diễn của Jennie. Ca khúc cũng gặt được nhiều thành công về mặt thương mại khi đứng đầu bảng xếp hạng Billboard Global Excl. U.S., trở thành bài hát quán quân đầu tiên của Jennie tại bảng này và lọt vào top 10 trên bảng xếp hạng Billboard Global 200. Tại thị trường quốc tế, "You & Me" lọt vào top 10 tại Hồng Kông, Malaysia, Singapore, Đài Loan, Indonesia, Việt Nam và Philippines, đồng thời lọt vào top 40 tại Anh Quốc và Hàn Quốc.
Dù chỉ phát hành một video biểu diễn trên YouTube, tuy vậy video vẫn thu được hơn 10 triệu lượt xem chỉ trong ngày đầu tiên ra mắt và đứng đầu tab xu hướng của YouTube tại 57 quốc gia. Bài hát cũng được quảng bá rộng rãi nhờ sự góp mặt trong danh sách tiết mục của chuyến lưu diễn Born Pink và biểu diễn tại nhiều địa điểm khác nhau trước khi phát hành ca khúc.

## Bối cảnh
Jennie chia sẻ về "You & Me", YouTube
Vào ngày 12 tháng 11 năm 2018, Jennie ra mắt đĩa đơn đầu tiên trong sự nghiệp của mình mang tên "Solo". Đĩa đơn sau đó gặt khá nhiều thành công về mặt thương mại khi thống trị nhiều bảng xếp hạng tại Hàn Quốc. Tại thị trường quốc tế, "Solo" trở thành bài hát quán quân đầu tiên của Jennie trên bảng xếp hạng Billboard World Digital Songs tại Hoa Kỳ và xuất hiện ở nhiều quốc gia khác. Vào năm 2020, đĩa đơn đã bán được hơn 2,5 triệu bản tại Hàn Quốc, trở thành một trong như đĩa đơn bán chạy nhất năm 2018 tại quốc gia này.
Đầu năm 2023, Jennie đăng tải đoạn clip hậu trường về "You & Me" trên kênh YouTube cá nhân, trong đoạn clip cô chia sẻ đã thu âm ca khúc từ vài năm trước và nó cũng từng được coi là một phần của đĩa đơn đầu tay. Tuy nhiên, Jennie đã loại bỏ ca khúc và chỉ thay thế nó bằng ca khúc "Solo" vốn đã ra mắt vào năm 2018. Sau khi đoạn clip được đăng tải, nhiều khán giả bày tỏ sự bất bình với YG khi đã lãng phí công sức của Jennie. Trước khi tổ chức chuyến lưu diễn Born Pink World Tour của Blackpink vào năm 2022, Jennie và Teddy Park đã cân nhắc nhiều bài hát để thêm vào phần solo của cô trong danh sách tiết mục và sau đó cô chọn "You & Me" để trình diễn. Jennie cũng làm việc với hai biên đạo múa Eunchong và Leejung để tìm kiếm cách thể hiện của cô cho bài hát.

## Âm nhạc và ca từ
- Trục trặc khi nghe? Xem hướng dẫn.

"You & Me" về cơ bản là một bài hát dance-pop có tiết tấu nhanh và giàu năng lượng. Với giai điệu bắt tai, nhạc phẩm mang âm hưởng khá giống với "Solo" nhưng có phần mềm mại và dễ chịu hơn. Phiên bản Coachella của ca khúc không mấy thay đổi về mặt cấu trúc và tiết tấu nhưng được bổ sung thêm một đoạn rap do Bekuh Boom soạn lời, hậu cần của phiên bản này vẫn được giữ nguyên.
Nội dung của "You & Me" mang tinh thần lạc quan, tươi sáng. Bài hát thuật lại tâm sự của một cô gái đang thăng hoa trong tình yêu. Trong những câu đầu tiên, lời hát kể về những khoảnh khắc hạnh phúc trong mối tình của cô gái: "Nothing in the world could make me feel / The way you do, the things you do". Tiếp đó, lời hát liên tục gợi tả cảm giác mê hoặc khi trái tim biết rung động đồng thời khẳng định rằng không có gì quan trọng hơn với cô ngoài người mà cô yêu: "I love you and me / Dancing in the moonlight / Nobody can see / It's just you and me tonight". Trước khi kết thúc, bài hát khép lại bằng một đoạn rap nhẹ nhàng và một khúc hòa tấu.
"You & Me" chịu ảnh hưởng không nhỏ từ phong cách và âm nhạc của Blackpink, điển hình là kết cấu "dồn sức mạnh" vào đoạn hook kết hợp với những nhịp drop ở đoạn điệp khúc, hay câu "look at me, look at you" ở phiên thứ hai của bài khá giống với phong cách trong bài "How You Like That". Nhiều nhà phê bình cho rằng, "You & Me" dù thu âm khá lâu những vẫn mang chất liệu tươi mới, vượt thời gian.

## Biểu diễn trực tiếp

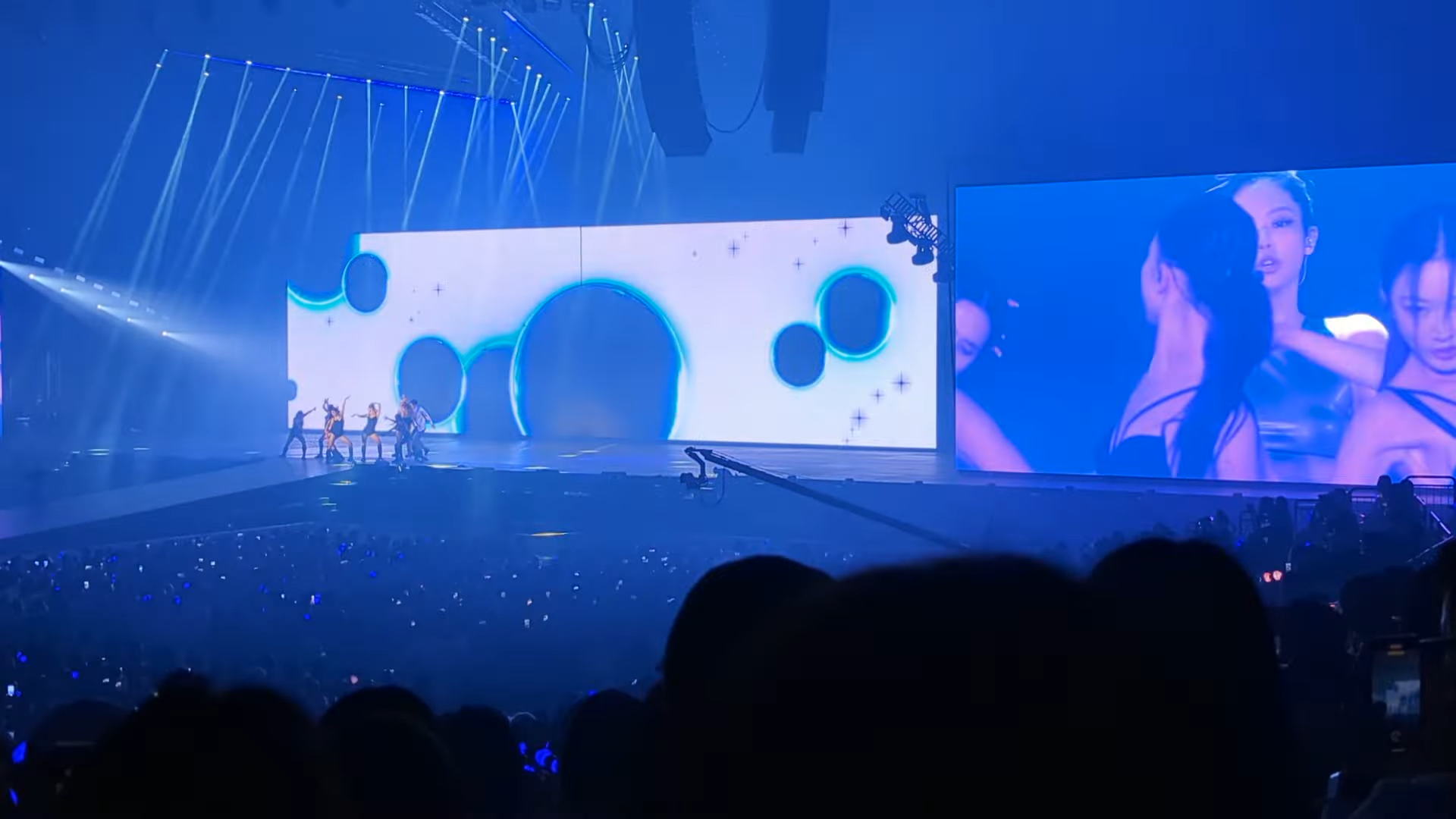
Jennie biểu diễn "You & Me" tại KSPO Dome, Hàn Quốc vào ngày 15 tháng 10 năm 2022.

Trước khi ra mắt ca khúc, Jennie từng trình diễn "You & Me" cùng với Blackpink trong các buổi biểu diễn đầu tiên của tour Born Pink World Tour tại Seoul. Ca khúc cũng trở thành một phần solo của Jennie trong các chặng lưu diễn tiếp theo. Trong suốt tour diễn, bài hát thường được thể hiện cùng với các nhạc công phụ múa ba lê và Jennie cùng với một nam vũ công khác thực hiện cho màn vũ đạo riêng. Với ánh đèn tờ mờ và chập chờn, màn hình sân khấu đã trình chiếu các cảnh quay bóng của Jennie và nam vũ công trên phông nền cung Nguyệt, trong đó sân khấu còn có màn treo video LED. Những người hâm mộ và giới phê bình đã nhận xét bài hát khá tích cực trong các buổi trình diễn của Blackpink. Tamar Herman, biên tập viên của tạp chí Variety nhận định rằng Jennie đã thể hiện đủ "độ nổi bật trong kỹ năng của bản thân". May Gravley từ Consequence thấy được sự nổi bật trong chuyến lưu diễn, trong khi Ali Shutler từ Evening Standard lại ví ca khúc như một bản ca hoành tráng trước phản ứng dữ dội từ người hâm mộ.
Vào tháng 4 năm 2023, phiên bản Coachella của ca khúc được trình diễn tại Lễ hội âm nhạc và nghệ thuật Thung lũng Coachella tổ chức tại câu lạc bộ Empire Polo, Indio. Trong buổi diễn, Blackpink đã đứng trước nhiều màn hình ở nhiều hình dạng khác nhau và các màn hình đó ngập tràn ánh sáng, ca khúc cũng được bổ sung thêm một đoạn rap và một màn dance break. Buổi biểu diễn sau đó nhận được vô số phản ứng trái chiều từ phía người xem, Adrain Horton từ The Guardian đánh giá ca khúc dù được dàn dựng sôi nổi nhưng lại thiếu đi sự sống động của nhóm nhạc. "You & Me" cũng nằm trong danh sách tiết mục biểu diễn chính của Blackpink tại chuỗi hòa nhạc BST Hyde Park ở Luân Đôn vào đầu tháng 7. Ngày 1 tháng 6 năm 2023, phiên bản nhạc jazz của bài hát cũng được trình diễn tại buổi biểu diễn thời trang Chanel Métiers d'Art ở Tokyo, Nhật Bản. Ngoài buổi biểu diễn, Jennie còn chiêu đãi khán giả qua nhiều bản cover của Roberta Flack và Frank Sinatra. Hannah Dailey từ tạp chí Billboard đánh giá cao màn vũ đạo không cầu kỳ của cô, đồng thời tán dương giọng ca nổi bật của Jennie hòa lẫn với phần đệm của piano tạo nên sự tinh tế cho buổi diễn.

## Phát hành và quảng bá

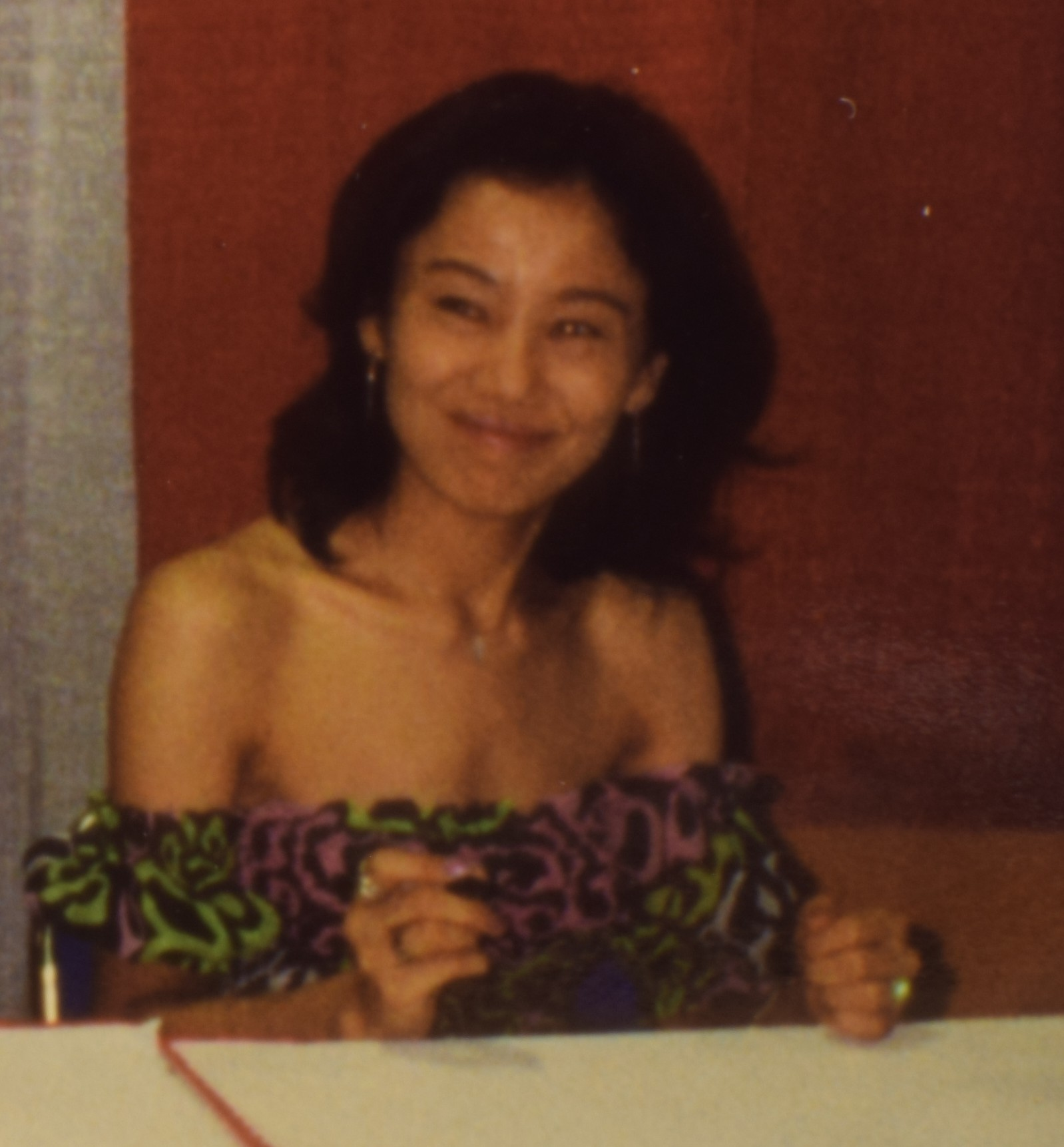
Takeuchi Naoko thiết kế ảnh bìa của đĩa đơn đồng thời góp phần quảng bá ca khúc với Jennie.

Sau khi chuyến lưu diễn Born Pink World Tour kết thúc vào ngày 4 tháng 10, dù không quảng bá nhiều trên truyền thông đại chúng song "You & Me" vẫn nhận được sự thu hút khá cao khi YG Entertainment, công ty quản lý của Jennie chính thức ra thông báo về bài hát dự kiến được phát hành dưới dạng đĩa đơn đặc biệt vào ngày 6 tháng 10 năm 2023. Sau khi ra mắt thông báo, YG giải thích ca khúc là một món quà đặc biệt dành cho người hâm mộ để nhớ lại những kỷ niệm trong chuyến lưu diễn vừa qua. Đi kèm với thông báo là một áp phích tiêu đề mô tả Jennie mặc trong bộ váy đỏ đứng khép trên bờ biển trước trăng tròn, với thời điểm phát hành là lúc 1 giờ chiều (theo giờ Hàn Quốc) được đăng tải trên trang chủ của Blackpink và các tài khoản mạng xã hội của nhóm.
Vào ngày hôm sau, tấm áp phích thứ hai được công bố mô tả một tập hợp của nhiều hình ảnh khác nhau từ chuyến lưu diễn. Ảnh bìa của đĩa đơn được thiết kế và minh họa bởi Takeuchi Naoko, tác giả của Thủy thủ Mặt Trăng, bà cũng là người mà Jennie công bố sẽ cộng tác trong một bộ sưu tập hàng hóa. "You & Me" chính thức được YG Entertainment phát hành dưới dạng tải kỹ thuật số và phát trực tuyến vào ngày 6 tháng 10 năm 2023 cùng với "You & Me (Coachella ver.)", phiên bản phối lại của bài hát được Jennie trình diễn tại Lễ hội Coachella.

## Đánh giá chuyên môn
"You & Me" đón nhận phần lớn đánh giá cao từ giới phê bình âm nhạc. Jen Hughes từ tờ The Harvard Crimson đánh giá cao màn vũ đạo của Jennie và cho rằng ca khúc đã chứng tỏ về "vị thế của cô là mối đe dọa tay ba thông qua tài năng thanh nhạc, rap và vũ đạo". Lea Veloso từ StyleCaster ca ngợi Jennie đã thể hiện rõ "sự cân bằng thanh lịch" giữa lời tán tỉnh, địa vị và sự bí ẩn trong nhạc phẩm. Daniela Avila và Sadie Bell từ tạp chí People ấn tượng về giọng hát nổi bật cũng như kỹ năng đọc rap đầy quyến rũ của Jennie, đồng thời thể hiện trái tim của cô trong lời bài hát.
Kory Grow từ tạp chí Rolling Stone ấn tượng với màn trình diễn vũ đạo trên phông nền Mặt Trăng. Tom Breihan từ trang Stereogum cho rằng ca khúc khá hấp dẫn, lôi cuốn và ví màn vũ đạo ca khúc phức tạp hơn những điệu nhảy nhạc pop quen thuộc tại Mỹ. Anh còn viết rằng "'You & Me' giống như một sự khởi đầu cho màn solo mới của Jennie". Ngược lại, tờ The Guardian lại cho rằng ca khúc chỉ đơn thuần là bản nhạc pop được sử dụng vô thời hạn chứa những đoạn hook chỉ ở mức trung bình.

## Diễn biến thương mại

Jennie trở thành thành viên thứ hai của Blackpink đạt vị trí quán quân trên bảng xếp hạng Billboard Global Excl. US.

Trong cuộc bình chọn về sản phẩm âm nhạc được khán giả yêu thích nhất tuần qua do Billboard tổ chức, "You & Me" đạt vị trí cao nhất với tổng 83% lượt bình chọn, vượt qua toàn bộ các ca khúc mới của NewJeans, Drake.
"You & Me" ra mắt ở vị trí thứ 7 trên Billboard Global 200 với hơn 65 triệu lượt nghe trên toàn cầu, đánh dấu ca khúc solo đầu tiên của Jennie lọt vào top 10 trên bảng xếp hạng. Nhờ vậy, toàn bộ thành viên của Blackpink đều có ít nhất một ca khúc solo lọt vào top 10 trên bảng xếp hạng trên. "You & Me" cũng ra mắt vào ngày 21 tháng 10 ở vị trí quán quân trên bảng xếp hạng Billboard Global Excl. US với hơn 60 triệu lượt nghe tính ở bên ngoài Hoa Kỳ và hạ xuống vị trí thứ 12 vào ngày 28 tháng 10 sau khoảng một tuần trụ vững, thành tích trên đã đánh dấu ca khúc solo quán quân đầu tiên của Jennie trên bảng xếp hạng.
Tại Hoa Kỳ, "You & Me" ra mắt ở vị trí á quân trên Bubbling Under Hot 100 của Billboard nhưng cũng chỉ trụ vững được một tuần trên bảng xếp hạng. Bài hát cũng ra mắt vị trí thứ sáu trên Digital Song Sales với hơn 4,300 bản được bán ra, đưa ca khúc trở thành sản phẩm riêng đầu tiên của Jennie lọt vào bảng xếp hạng. Ngoài ra, ca khúc còn đưa Jennie trở thành thành viên thứ hai của Blakcpink có ca khúc đạt vị trí quán quân khi trước đó, thành viên Rosé của nhóm đứng đầu bảng xếp hạng vào năm 2021 với bài hát "On the Ground" đồng thời đưa Blackpink trở thành nhóm nhạc đầu tiên có nhiều thành viên đứng đầu bảng này nhất. Tại Anh Quốc, ca khúc ra mắt ở hạng 39 trên UK Singles Chart đồng thời đứng vị trí quán quân trên UK Singles Downloads Chart và UK Singles Sales khiến Jennie trở thành nữ nghệ sĩ Hàn Quốc đầu tiên đứng đầu ở cả hai bảng xếp hạng.
Tại Hàn quốc, "You & Me" ra mắt ở hạng thứ 67 vào ngày 7 tháng 10 năm 2023 trên Circle Digital Chart và vươn lên hạng 4 trong tuần tiếp theo, đánh dấu ca khúc thứ hai của Jennie lọt vào top 10. Ngoài ra, bài hát cũng giữ vững vị trí quán quân trên các bảng xếp hạng trực tuyến Vibe, Bugs đồng thời lọt vào top 10 trên Melon, Genie và Flo. Đĩa đơn cũng lọt vào Circle Digital Chart ở vị trí thứ 4 vào ngày 14 tháng 10. Ở Pháp, ca khúc xếp thứ 117 trên bảng xếp hạng của quốc gia này vào ngày 24 tháng 10. Cùng tháng đó ca khúc còn xếp số 69 ở Úc. "You & Me" còn đạt vị trí số 35 trên bảng xếp hạng Oricon tại Nhật Bản vào ngày 23 tháng 10. Ngày 12 tháng 10 năm 2014, đĩa nhạc đứng hạng thứ 12 tại Ả rập xê út, trong khi ra mắt tại bảng xếp hạng top 40 của New Zealand tại vị trí thứ 5 vào ngày 16 tháng 10.
"You & Me" có tác động không nhỏ trên các nền tảng phát trực tuyến. Bài hát đã đứng đầu Bảng xếp hạng iTunes Top Song tại 61 quốc gia và trụ vững trong 5 tuần liên tiếp, trở thành đĩa đơn K-pop có thời gian trụ vững lâu nhất của một nữ nghệ sĩ solo trong lịch sử bảng xếp hạng và góp phần biến Jennie trở thành nữ nghệ sĩ K-pop đầu tiên đạt được thành tích này. Trên Spotify, "You & Me" vươn lên vị trí thứ 13 trên bảng xếp hạng Daily Top Songs, thu về gần 25 triệu lượt phát trực tuyến trong tuần đầu tiên ra mắt.

## Video biểu diễn

### Phát triển

Một cảnh quay của video cho thấy hai người đang cùng nhau khiêu vũ dưới ánh trăng; Đây được coi là hình ảnh ấn tượng nhất trong video.

Sau khi video biểu diễn được phát hành, Jennie đăng tải thêm một đoạn clip tiết lộ về hậu trường của video. Tuy không vạch trần quá nhiều về cấu trúc cũng như địa điểm và ngày quay phim của video biểu diễn này nhưng cô chia sẻ rằng, "Chúng tôi quay cả video trực tiếp và video biểu diễn trong cùng một ngày". Sau khi quay xong video, Jennie cũng chia sẻ cảm hứng của cô ở hậu trường rằng, "Tôi vô cùng muốn quay phim ngay sau buổi biểu diễn của Blackpink bởi vì 'You & Me' là một món quà đặc biệt đối cho Blink của chúng tôi".
Video biểu diễn của "You & Me" do Lee Han Gyeol làm đạo diễn. Ngoài ra, video còn có sự góp mặt của Lee Young Sang, anh là giám đốc trình diễn kiêm biên đạo múa của YG Entertainment được đóng vai làm bạn diễn nam của Jennie trong video cũng như trong nhiều buổi biểu diễn trước đó cho ca khúc.

### Nội dung và chủ đề
Video biểu diễn bắt đầu bằng cảnh bờ môi của Jennie được hiển thị dưới tấm rèm bạc trong phông nền đen trắng và đọc lời hội thoại đầu vốn là đoạn điệp khúc của bài hát. Kế tiếp, góc quay chuyển hướng lên trên cùng với những ánh đèn dần xuất hiện, một nghệ sĩ mặc bộ váy Fancì Club màu đỏ và một nhóm các nữ vũ công diện trang phục báo đen và họ cùng tái hiện những vũ đạo đã từng được thực hiện trong nhiều chuyến lưu diễn trước đây trên nền ảnh tối giản của Mặt Trăng, khung cảnh cũng được lặp lại ở phiên thứ hai của ca khúc. 
Tiếp đến đoạn điệp khúc là khung cảnh Jennie và một nam vũ công cùng trình diễn một điệu nhảy ba lê với hình bóng được nhìn thấy trên phông nền, phân đoạn này được đánh giá là một trong những cảnh đẹp và nổi bật nhất trong video. Sau đó, Jennie tiếp tục nhảy một mình trên đường hành lang được thắp đèn đỏ với những hình bóng khác được chập chờn ở phía sau hai bưc tường khi đoạn rap được cất lên. Khép lại video tiếp tục là màn trình diễn của Jennie và nam vũ công khi phông nền Mặt Trăng dần chuyển thành màu đỏ.
Theo tạp chí L'Officiel, xuyên suốt thời gian quảng bá ca khúc, Jennie đã dùng hình ảnh Mặt Trăng để ứng với nội dung của ca khúc, Jennie cũng giải thích rằng Mặt Trăng tượng trưng cho tình yêu vĩnh cửu và không gì có thể xoay chuyển nó. Trong video, Jennie đứng hát và nhảy múa dưới ánh trăng cũng ứng với lời bài hát khi trong lời có đoạn "Dancing in the moonlight". Không chỉ thế, cô cũng biết tận dụng cơ hội này để hóa thân thành Thủy thủ mặt trăng với tấm lòng chung thuỷ hệt như ảnh bìa của ca khúc.

### Phát hành
Video biểu diễn được đăng tải qua Internet trên kênh YouTube chính thức của Blackpink vào ngày 6 tháng 10 năm 2023, cùng ngày phát hành với đĩa đơn. Hai ngày sau, một video sân khấu tổng hợp (stage mix video) được phát hành sau đó, video là một tập hợp của nhiều cảnh Jennie biểu diễn "You & Me" từ nhiều buổi concert trong suốt chặng Born Pink World Tour. Ngày 11 tháng 10, Jennie tiếp tục đăng tải thêm video trực tiếp trình diễn bản Jazz của ca khúc, video được trình diễn vào tháng 6 năm 2023 tại show diễn thời trang Chanel. Sau khi đăng tải, video thu được hơn 10 triệu lượt xem chỉ chưa đầy 24 giờ đầu tiên ra mắt và lọt vào vị trí quán quân trong tab xu hướng của YouTube tại 57 quốc gia.
Tạp chí L'Officiel cho rằng, thành công của "You & Me" đã chứng tỏ sức hút mạnh mẽ của Jennie đối với người hâm mộ và ca khúc hoàn thành tốt với sứ mệnh được giao, tạp chí cũng ca ngợi khi sự dung hòa được giọng hát và vũ đạo để mang cảm xúc đến với người xem.

## Định dạng bài hát
Tải kĩ thuật số
1. "You & Me" – 2:59
2. "You & Me" (Coachella version) – 2:59

## Đội ngũ thực hiện
Đội ngũ thực hiện đĩa đơn có kèm theo ghi chú trên Tidal và Melon.
| - Jennie – hát chính - Teddy Park – sáng tác - Danny Chung – soạn lời - 24 – soạn nhạc, cải biên - Vince – soạn nhạc, cải biên - Josh Gudwin – phối nhạc hòa âm - Chris Gehringer – phối nhạc và xử lý hậu kì | - Bekuh Boom – soạn lời (bản Coachella) - Ido – cải biên (bản Coachella) - Nohc – cải biên (bản Jazz) - Youngjin Kim – đánh trống (bản Jazz) - Daeho Kim – chơi kèn (bản Jazz) - Beomseok Ha – chơi guitar (bản Jazz) - Yongjun Jeong – đánh piano (bản Jazz) |  |

## Bảng xếp hạng
| Bảng xếp hạng (2023)                  | Thứ hạng |
| ------------------------------------- | -------- |
| Ả Rập Xê Út (IFPI)                    | 12       |
| Anh Quốc (OCC)                        | 39       |
| Ấn Độ (IMI International)             | 16       |
| Canada (Canadian Hot 100)             | 71       |
| Đài Loan (Billboard)                  | 1        |
| Global 200 (Billboard)                | 7        |
| Hàn Quốc (Circle)                     | 4        |
| Hàn Quốc (Circle) Bản Coachella       | 76       |
| Hoa Kỳ (Billboard BU Hot 100 Singles) | 2        |
| Hoa Kỳ (Billboard Digital Song Sales) | 6        |
| Hồng Kông (Billboard)                 | 1        |
| Indonesia (Billboard)                 | 5        |
| Malaysia (Billboard)                  | 1        |
| MENA (IFPI)                           | 19       |
| New Zealand (RMNZ Hot Singles)        | 5        |
| Nhật Bản (Billboard Heatseekers)      | 1        |
| Nhật Bản (Japan Hot 100)              | 36       |
| Nhật Bản (Oricon Combined Singles)    | 35       |
| Pháp (SNEP)                           | 117      |
| Philippines (Billboard)               | 6        |
| Singapore (RIAS)                      | 1        |
| Úc (ARIA)                             | 69       |
| Việt Nam (Vietnam Hot 100)            | 1        |

| Bảng xếp hạng (2023) | Vị trí |
| -------------------- | ------ |
| Hàn Quốc (Circle)    | 7      |

## Lịch sử phát hành
| Quốc gia | Ngày phát hành       | Định dạng                       | Phiên bản            | Hãng đĩa      | Nguồn         |
| -------- | -------------------- | ------------------------------- | -------------------- | ------------- | ------------- |
| Toàn cầu | 6 tháng 10 năm 2023  | Tải kỹ thuật số phát trực tuyến | Tiêu chuẩn Coachella | YG Interscope | [ 88 ]        |
| Ý        | 20 tháng 10 năm 2023 | Radio airplay                   | Tiêu chuẩn           | Universal     | [ 89 ] [ 90 ] |